# Copris vilhenai
Copris vilhenai là một loài bọ cánh cứng trong họ Bọ hung (Scarabaeidae).